# Жосали (Каргалинський район)
Жосали́ (каз. Жосалы) — село у складі Каргалинського району Актюбінської області Казахстану. Адміністративний центр Кемпірсайського сільського округу.
У радянські часи село називалось Джусали.
Населення — 574 особи (2021; 631 у 2009, 689 у 1999, 1018 у 1989).